# Llavorsí
Llavorsí est une commune de la comarque de Pallars Sobirà dans la province de Lérida en Catalogne (Espagne).

## Géographie
Commune située dans les Pyrénées sur le Noguera Pallaresa.

## Lieux et monuments

Peinture romane de l'abside.

L'église romane de Sant Serni de Baiasca avec une abside à deux niveaux contient des peintures murales médiévalles attribuées au Maître de Pedret, découvertes en 1977 derrière des éléments baroques.

## Sport
La 9e étape du Tour de France 2016 traverse la commune.